# Metropolia Brazzaville
Metropolia Brazzaville – jedna z trzech metropolia kościoła rzymskokatolickiego w Kongo. Została ustanowiona 14 września 1955. 

## Diecezje
- Archidiecezja Brazzaville
  - Diecezja Gamboma
  - Diecezja Kinkala

## Metropolici
- Michel-Jules-Joseph-Marie Bernard (1955-1964)
- Théophile Mbemba (1964-1971)
- Sługa Boży kard. Emile Biayenda (1971-1973) – męczennik, uprowadzony i zamordowany 23 marca 1973
- Barthélémy Batantu (1978-2001)
- Anatole Milandou (od 2001)